# Lee Yi-kyung
Dans ce nom coréen, le nom de famille, Lee, précède le nom personnel.
Lee Yi-kyung, né le 8 janvier 1989 à Cheongju (Chungcheong du Nord), est un acteur sud-coréen. Il a fait ses débuts en tant qu'acteur en 2011 et a d'abord été reconnu en jouant un élève rebelle dans la série télévisée coréenne School 2013. En 2018, il tient l'un des rôles principaux de la série Welcome to Waikiki.

## Filmographie

### Cinéma
- 2011 : US-Japanese Barbershop
- 2011 : Stitch Stitch
- 2012 : White Night : Tae-jun
- 2014 : One on One : Shadow 1
- 2014 : The Pirates : Cham-bok
- 2014 : Night Flight : un étudiant
- 2016 : Curtain Call : Woo-sik
- 2017 : Confidential Assignment : Lee Dong-hoon
- 2017 : Baby Beside Me : Do-il
- 2017 : Hakuna Matata Pole Pole
- 2018 : Wretches : Yang-hun
- 2018 : Pension: Dangerous Encounter
- 2020 : Hitman: Agent Jun

### Séries télévisées
- 2011 : Heartstrings : un étudiant en musique
- 2012 : School 2013 : Lee Yi-kyung
- 2013 : Nine : Han young-hoon jeune (19 épisodes)
- 2013 : The Blade and Petal : Tae-pyung
- 2013 : Mon amour venu des étoiles : Lee Shin
- 2014 : Trot Lovers : Shin Hyo-yeol
- 2014 : You're All Surrounded : Shin Ki-jae
- 2014 : Drama Special "Bride in Sneakers" : Kyu-cheol
- 2015 : More Than a Maid : Heo Yoon-seo
- 2015 : The Superman Age : Lee Yi-kyung
- 2015 : Yumi's Room : Jeon Na-baek
- 2015 : My First Time : Choi Hoon
- 2016 : Descendants of the Sun : Kang Min-jae
- 2016 : Secret Healer : Yo-gwang (20 épisodes)
- 2017 : Ruby Ruby Love : Na Ji-suk
- 2017 : Confession Couple : Go Dok-jae, le meilleur ami de Ban Do (11 épisodes)
- 2018–2019 : Welcome to Waikiki : Lee Joon-ki (36 épisodes)
- 2018 : Suits : Park Joon-pyo (cameo)
- 2018 : Partners for Justice : Cha Soo-ho (32 épisodes)
- 2018 : Children of Nobody : Kang Ji-heon (32 épisodes)
- 2019 : Hotel del Luna : Bang Tae-Woo (cameo)
- 2020–2021 : Amhaengeosa : Park Chun Sam (16 épisodes)
- 2021 : Monthly Magazine Home : Kwon Min-Gook (cameo)
- 2024: Marry My Husband : Park Min-hwan

## Musique
- 2020 : Leave work on time (칼퇴근)[4]